# 6ix9ine
Daniel Hernandez (New York, 8 mei 1996), beter bekend onder zijn artiestennamen 6ix9ine en Tekashi69, is een Amerikaans rapper.

## Levensloop
Hernandez maakt sinds begin 2014 singles waarin hij rapt. Hij brak vervolgens pas echt door in 2017 toen hij een complete metamorfose onderging en zijn haren in regenboogkleuren verfde en tatoeages op zijn gezicht liet plaatsen. Hierna bracht Hernandez meerdere singles uit waaronder Gummo, Kooda en Keke die in de Verenigde Staten in de hitlijsten belandden.
In februari 2018 bracht Hernandez zijn eerste album onder de naam Day69 uit met daarop vier nummers. Dit album behaalde hitnoteringen in ruim 21 landen waaronder: de 10e plek in de Nederlandse Album Top 100, de 21e plek in de Vlaamse Ultratop 200 albums, de 4e plek in de Amerikaanse Billboard 200, de 11e plek in de Australische ARIA Charts en de 20e plek in de Engelse UK Album Charts.
In juli 2018 bracht Hernandez in samenwerking met Amerikaanse artiesten Nicki Minaj en Murda Beatz de single Fefe uit. Hiermee behaalde hij de hitlijsten van ruim 28 landen.

## Opspraak
In 2015 raakte Hernandez in opspraak nadat hij een video geüpload had met daarin onder meer een minderjarig meisje die deelnam aan seksuele handelingen. Hernandez werd vervolgd omdat het meisje slechts dertien jaar oud was en onder toezicht stond van de kinderbescherming. Hernandez trof een schikking met justitie. Hierin sprak hij af dat hij zijn middelbareschooldiploma zou halen, dat hij 300 uur taakstraf zou volbrengen en dat hij zich twee jaar lang netjes zou gedragen.
Het laatste lukte hem echter niet: hij werd in mei 2018 twee keer opnieuw gearresteerd. De eerste keer omdat hij een 16 jaar oude fan zou hebben aangevallen, de tweede keer omdat hij een politieagent zou hebben aangevallen. In september 2018 sloeg zijn beveiligingsteam een fan die op het podium kwam. Hierdoor moest hij een aantal keer voor de rechter verschijnen. Op 26 oktober 2018 werd hij door de rechter veroordeeld tot een taakstraf van 1000 uur en een ondertoezichtstelling van vier jaar. Op 17 januari, 2019, werd Hernandez tot 24 maanden (2 jaar) veroordeeld wegens lid zijn van een criminele organisatie. Omdat Hernandez ging getuigen kreeg hij geen 47 jaar gevangenisstraf. Omdat hij al dertien maanden in voorarrest had gezeten, werd Hernandez tot 1 jaar veroordeeld. Echter werd hij op 2 april 2020 weer vrijgelaten, vermoedelijk vanwege het hoge risico omtrent COVID-19 en zijn astma. Dezelfde dag werd 6ix9ine tot 3 maanden thuishechtenis veroordeeld.

## Discografie

### Albums
| Album met eventuele hitnotering(en) in de Nederlandse Album Top 100 | Datum van verschijnen | Datum van binnenkomst | Hoogste positie | Aantal weken | Opmerkingen |
| ------------------------------------------------------------------- | --------------------- | --------------------- | --------------- | ------------ | ----------- |
| Day69                                                               | 2018                  | 03-03-2018            | 10              | 36           |             |
| Dummy Boy                                                           | 2018                  | 01-12-2018            | 3               | 34           |             |
| TattleTales                                                         | 2020                  | 12-09-2020            | 31              | 2            |             |

| Album met hitnotering(en) in de Vlaamse Ultratop 200 albums | Datum van verschijnen | Datum van binnenkomst | Hoogste positie | Aantal weken | Opmerkingen |
| ----------------------------------------------------------- | --------------------- | --------------------- | --------------- | ------------ | ----------- |
| Day69                                                       | 2018                  | 03-03-2018            | 21              | 38           |             |
| Dummy Boy                                                   | 2018                  | 01-12-2018            | 12              | 67           |             |
| TattleTales                                                 | 2020                  | 12-09-2020            | 25              | 3            |             |

### Singles (selectie)
- Gummo (2017)
- Kooda (2017)
- Keke (2018), met Fetty Wap en A boogie wit da Hoodie
- Gotti (2018)
- Tati (2018), met DJ Spinking
- Billy (2018)
- Fefe (2018), met Nicki Minaj en Murda Beatz
- Bebe (2018), met Anuel AA
- International Gangstas (2018), met Farid Bang en Capo
- Stoopid (2018), met Bobby Shmurda
- Bozoo (2018), met Rarri
- Tic Toc (2018), met Lil Baby
- Kika (2018), met Tory Lanez
- MALA (2018) met Anuel AA
- Gooba (2020)
- Trollz (2020), met Nicki Minaj
- Yaya (2020)
- Punani (2020)
- Zaza (2021)
- Giné (2022)
- Wapae (2023), met Ángel Dior, Lenier en Bullin 47
- Y Ahora (2023), met Grupo Firme
- Pa Ti (2023), met Yailin La Más Viral
- Dueño (2023), met Lenier
- Coco (2024), met Yailin La Más Viral

- Bibliothèque nationale de France: cb17826142k (data)
- Gemeinsame Normdatei: 1210319977
- International Standard Name Identifier: 0000 0004 6746 5320
- Library of Congress Control Number: no2018101641
- MusicBrainz: 2282c539-05a2-477c-82b7-fe40798d37f3
- Virtual International Authority File: 41154981760667741032